# Imitadores de Madonna
Los imitadores de Madonna (imitador/a en singular) —en inglés: Madonna impersonator(s)— son en el sentido amplio de la palabra, todas las personas y fanáticos que la emulan, actúan e interpretan sus canciones y/o visten igual a ella, ya sea como un tributo, por afición, homenaje o por parodia. 
Existen abundantes referencias de personificaciones a su persona en concursos televisivos y la publicidad entre otras manifestaciones culturales. Aunque más allá de ser una práctica extendida entre los aficionados que asisten a sus conciertos, convención de admiradores, Halloween y otros eventos sociales, hay varios que lo hacen de manera profesional e incluyen como principal ejemplo las bandas y solistas tributo a su nombre. Estos impersonators o artistas tributo empezaron a salir tan pronto la cantante debutó en el mundo musical a principios de los años 1980 con su primer álbum de estudio. 
Una de las características principales en el caso de Madonna según notó la publicación académica Australasian gay & lesbian law journal, es que la imitación a su persona suele ser más frecuente por miembros de la comunidad LGBT. La demanda de un imitador suyo también suele ser alta en parte gracias a la popularidad de la cantante. Adicional a esto, distintos imitadores de la intérprete viajaron a decenas de países y lograron el reconocimiento y fama internacional. Algunos ejemplos notables incluyen a Chris America y Venus D-Lite (Adam Guerra).
En 2014, un grupo de 440 fanáticos transformistas ingresaron al Libro Guinness de los Récords como la mayor cantidad de personas vestidas como Madonna en una sola reunión. El encuentro ocurrió en Fire Island Pines, New York como parte del evento anual Fool's Paradise Drag Party. De acuerdo con el biógrafo J. Randy Taraborrelli, ella es «una de las mujeres más emuladas en la historia del espectáculo».

## Orígenes

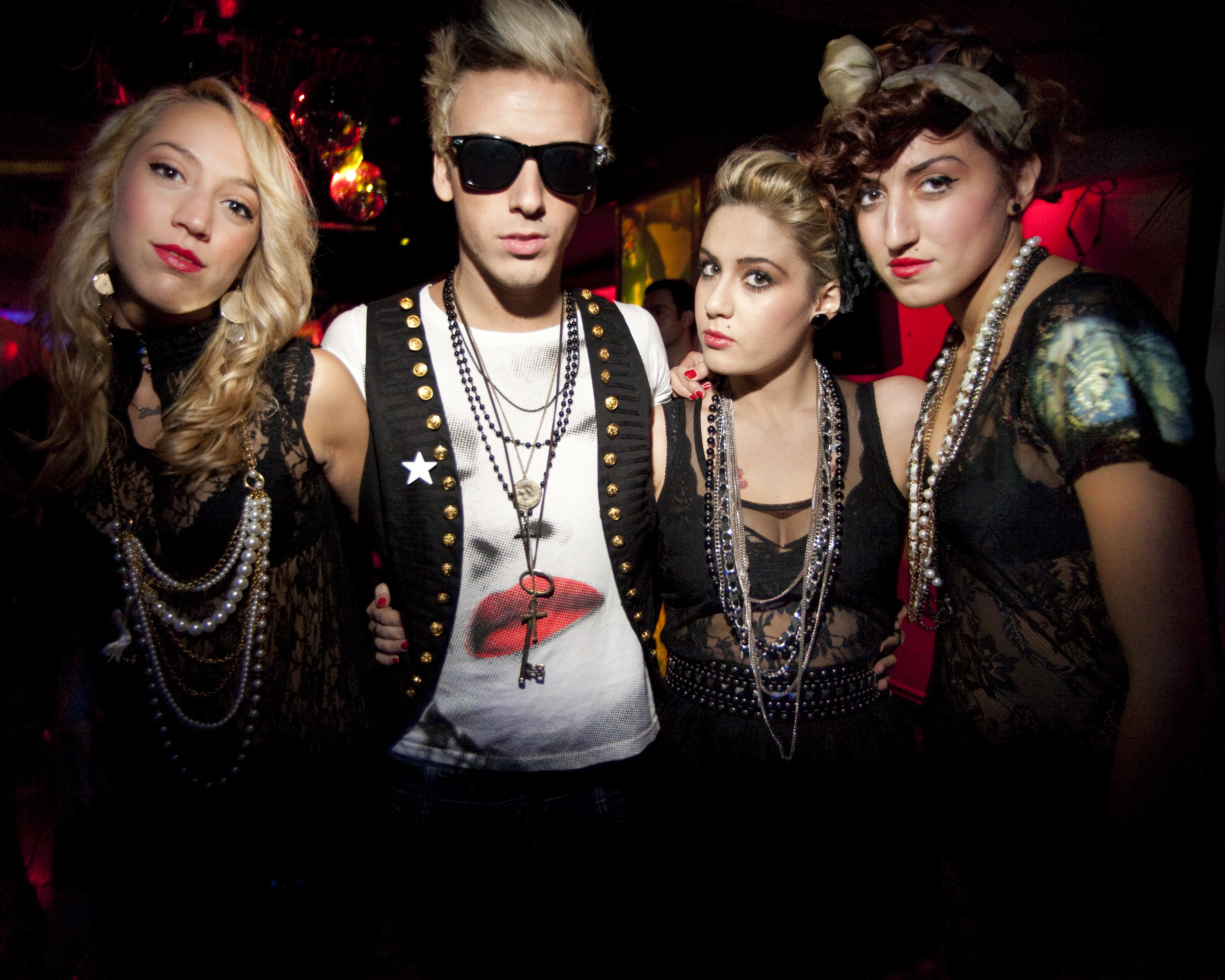
Fiestas de Halloween, sus conciertos y otras reuniones sociales son algunas de las variadas manifestaciones de ver imitaciones a su estilo y persona. En la imagen, un grupo de jóvenes fanáticos en el «Madonna Celebration Club» en Londres.

Desde la mitad de los años 1980, la prensa empezó a etiquetar a sus fanáticas como «Madonna wannabes», luego de que de manera muy visible, millones de jóvenes en el mundo occidental copiaran su estilo y actitud. La periodista de temas sobre moda, Lauren Cochrane en su libro Fifty Women's Fashion Icons that Changed the World (2016) describió a esa fanáticada como «millones de imitadoras». Frank Northen Magill escribió en Great Events from History II, Arts and Culture Series (1993), que «muchas mujeres, especialmente las jóvenes, querían [emularla], en gran parte porque proyectaba una imagen de independencia y [también] por no tener miedo de pedir lo que quería».
 Cochrane también expresó que esta forma de actuar de dichas wannabes se convirtió en un «impulso sobre el que actuaron durante décadas».
Esta histeria colectiva que provocó la artista se pudo ver de distintas maneras en la sociedad, como con la apertura de la línea de ropa Madonnaland de la tienda departamental Macy's en 1985, quienes realizaron un concurso de imitadoras de Madonna que tuvo como jueces a la presentadora de MTV, Nina Blackwood, y a los artistas Andy Warhol y Michael McKenzie (autor de Madonna: Lucky Star). A esta convocatoria asistieron decenas de niñas y adolescentes vestidas igual a la cantante, y que a Nina le pareció una experiencia «surrealista». La ganadora fue JeanAnn Difranco, una joven de 16 años en ese entonces y que según Nicole Guanlao de MTV News, se convirtió en «la envidia de las adolescentes en todas partes» cuando fue elegida. Según la autora de referencia, la joven también adquirió en ese momento fama a nivel nacional por ser la «mejor Madonna look-alike».
El profesor Santiago Fouz-Hernandez en su libro Madonna's Drowned Worlds (2004), escribió que los imitadores de la intérprete, «aún wannabes después de todos estos años», tenían a disposición estilistas o boutiques como el Madonnaland con el fin de convertirse en la «nueva Madonna». Estas disposiciones trazaron un «mapa» para cualquier imitador suyo, «desde una drag queen profesional hasta alguien que simplemente se viste así para un compromiso social» destacó el académico.
Los y las imitadoras de tiempo completo empezaron a aparecer tan pronto la cantante empezó su carrera. Una de las primeras en ser descubiertas fue Chris America en 1984, que lo hace de manera profesional desde ese entonces. Denise Bella Vlasis es también otro ejemplo y es conocida desde 1985.

## Otras denominaciones

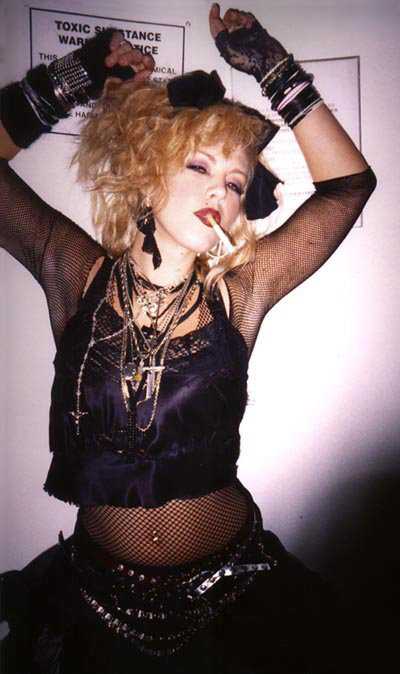
Modelo que muestra el estilo de Madonna a mediados de los 80'.

En inglés, a los que imitan a otras personas se les denomina comúnmente impersonators; en este caso serían «Madonna impersonator(s)» («imitador(es) de Madonna»). Las denominaciones no se limitan únicamente a esa palabra, pues otros sinónimos en la lengua inglesa incluyen la palabra look-alike, que significa literalmente «parecido a» en español y a veces traducido como personas sosias; en este caso serían «Madonna look-alike(s)». La palabra «doble(s)» es otro equivalente del ejemplo anterior. Otras definiciones en el arte de la adulación incluyen los cosplayers y transformistas. En el caso de Madonna, los ejemplos para cada una de estas definiciones o usos, se pueden ver tanto en hombres como en mujeres. 
Por otra parte, el lexicógrafo y lingüista británico Tony Thorne en una de las definiciones de la palabra clon indicó que tiene una connotación despectiva desde finales de la década de 1970, y a menudo va acompañada de un prefijo para formar epítetos, del que puso como uno de los ejemplos: Madonna-clon («clon de Madonna»). Esta palabra, según indicó el experto, se puede aplicar a «cualquier seguidor de la moda o imitador que sea indistinguible de los demás».
Si bien las bandas y solistas tributo también reúnen las características para ser considerados «imitadores», en palabras de Johni Ray —una artista tributo a Madonna— a muchos «no les gusta que le llamen impersonators (imitadores) porque no están pretendiendo ser esa persona, sino más bien es un tributo y es como si estuvieran actuando». Muchos artistas tributos como Ray, no se identifican en sí mismos como fanáticos de la cantante o para algunos ella simplemente no representa su principal artista favorito; pero si la respetan y admiran como es el caso de Ray.
Diversos medios han llamado a varias de las artistas influenciadas por la cantante como «imitadoras de Madonna», tal es el caso de Mireya Roca de El Periódico de Catalunya quien puso de ejemplo a Lady Gaga, Katy Perry, Britney Spears y Pink. A veces la misma continuidad del término «Madonna wannabe» también es usada para describir a cualquier fanático, así como a sus imitadores de tiempo completo o para las mismas artistas que son parecidas en estilo y sonido con Madonna, que generalmente han sido influenciadas por ella. Tal es el caso de Gaga quien fue llamada así por Bill Donohue de The Catholic League por nombrar un ejemplo.

## Algunas características

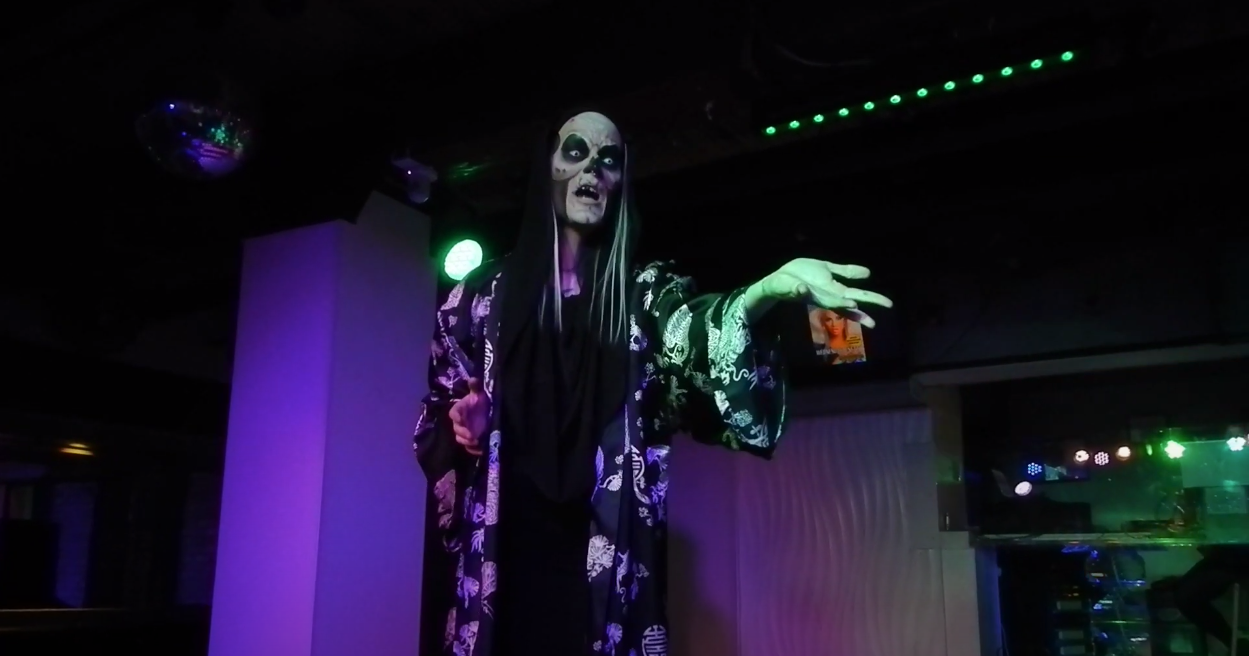
Un performance drag satírico llamado «I'm Not Madonna».

Existen características universales y aplicables a cualquiera que realice el arte de la imitación, como lo es sonar lo más parecido a los cantantes, hablar y actuar igual a ellos entre otras cosas como señaló de más de algún punto, Johni Ray; una de sus artistas tributo. En 2001, la publicación Nevada indicó que para muchos imitadores, se necesita «más que maquillaje y gestos» para crear una versión auténtica de la persona a la que imitan. Seguido, citaron las palabras de Coty Alexander, un transformista de varias celebridades, quien expresó: «Justo antes de subir al escenario, me siento como Madonna». De manera similar, para su imitadora Tasha Leaper del Reino Unido, «"interpretar" a la "Reina del Pop" implica más que imitar su apariencia, movimientos y voz». Leaper también dijo sentirse libre al interpretarla ya que Madonna es un personaje a menudo «provocativo». En palabras de Venus D-Lite (Adam Guerra): «Me siento respetado cuando soy ella». Estos sentimientos son compartidos por varios de sus imitadores.
La publicación Australasian gay & lesbian law journal observó que en el caso de la artista, la imitación parece ser una práctica más frecuente en los hombres homosexuales. La diferencia entre una drag y una mujer, según los académicos que escribieron el libro Intercultural Communication: A Reader, es que «la imitadora femenina intentará verse y sonar lo más posible a ella», mientras una drag queen, por otro lado, «retratará una versión exagerada de Madonna, jugando con su personaje para distorsionarla de manera humorística o irónica».

## Ejemplos y recepción

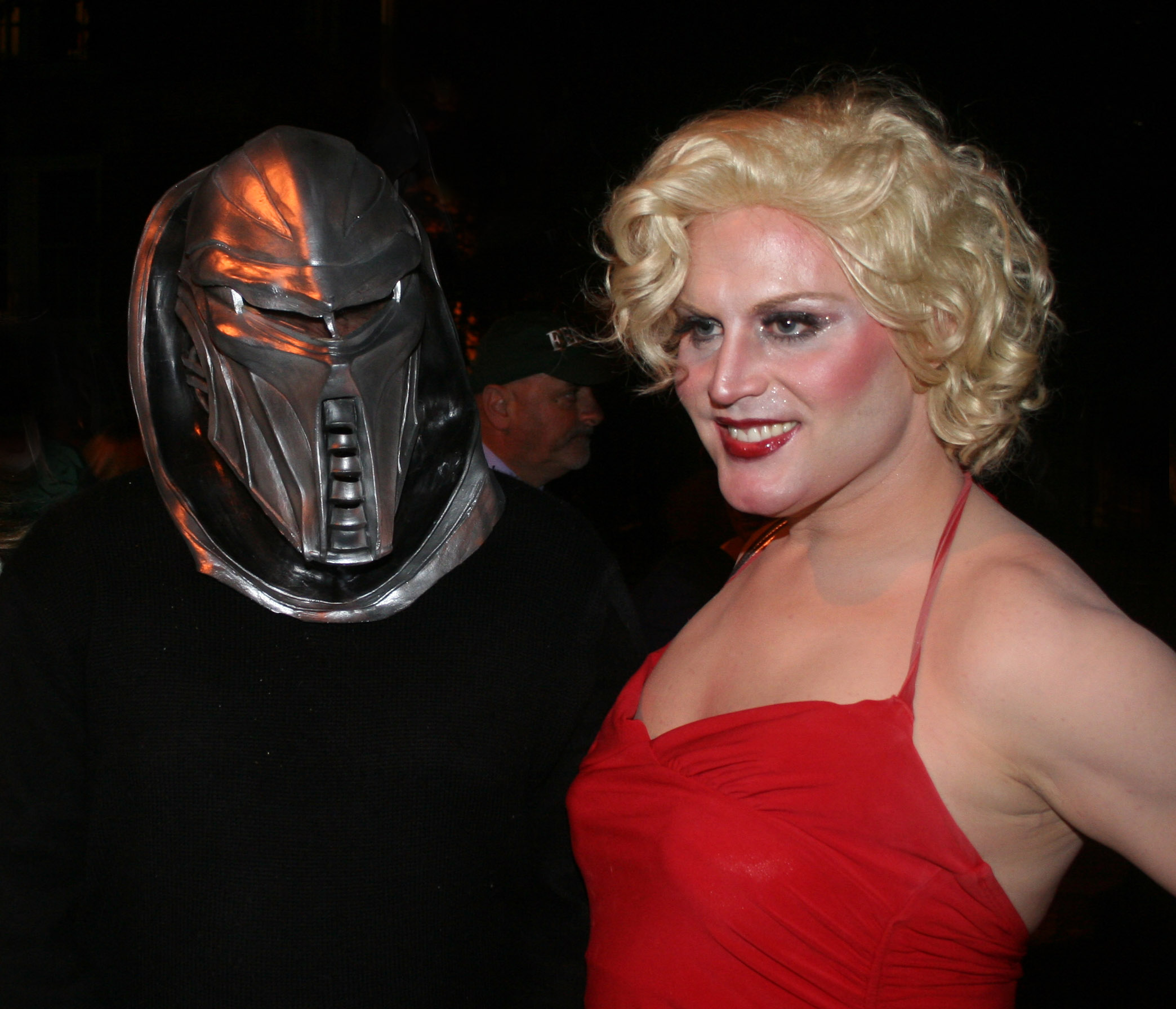
Un cosplay de Madonna en el DC High Heel Race en Dupont Circle.

Los ejemplos de imitaciones a Madonna son amplias y variadas, gracias a las diversas formas de este arte por sí mismo. En los Estados Unidos, según un reporte de Jesús del Río de El Mundo en España, existen concursos que se han vuelto habituales para encontrar al mejor imitador, y al igual que Cher y Barbra Streisand, Madonna es parte de las celebridades que acumulan una gran cantidad de ellos. También existen presentaciones permanentes como el Legends in Concert, que es el show de homenaje más antiguo de Las Vegas y en donde transformistas como Coty Alexander llegaron a imitarla. Las reuniones especiales, como las convenciones de fanáticos y eventos corporativos son también otras actividades comunes, en donde se pueden proveer como ejemplo el Madonnathon del primer punto y la apertura en 2019 del club Tao en el Moxy East Village, cuando un grupo de imitadores salieron vestidos como la artista representando los estilos de las diferentes etapas de su carrera para el último punto. A la apertura del club asistieron diversos famosos como Indya Moore, G-Eazy y David Arquette.
En lo que se refiere a concursos televisivos, Madonna suele ser un personaje recurrente como se ha visto en el resto de Iberoamérica con Mi nombre es…, las versiones chilena y peruana de Yo soy o Buscando una estrella de Venezuela. En Tu cara me suena muchas personalidades la han imitado, como lo son por nombrar algunos ejemplos: Anna Simon, Carolina Ferre, Llum Barrera, Rosa López y Lucía Jiménez.

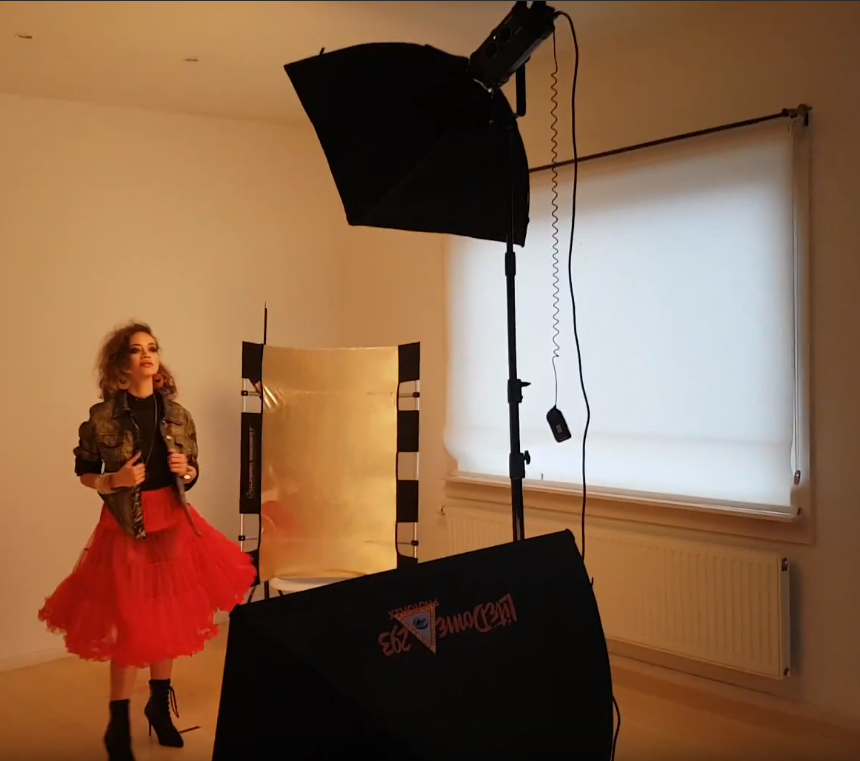
La publicidad también es otra manera de ver muchas imitaciones a su estilo y persona, como la modelo en la imagen.

Las parodias e imitaciones satíricas también son abundantes. Una de ellas es el caso de Joaquín Reyes en La hora chanante, catalogada por La Vanguardia como una de las imitaciones de Reyes «más memorables» que hizo Reyes. Otros famosos que han recurrido en varias ocasiones a jugar con su personaje, han sido Fátima Flórez, y Alejandra Bogue con su monólogo No soy Madonna pero soy la Bogue.
Varios ejemplos de sus impersonators se encuentran citados por publicaciones y libros que a la vez son un testimonio de lo extensivo que puede ser la cobertura de este tema, y el alcance que tiene como lo es con el mundo de la literatura. Por ejemplo, la Far Eastern Economic Review y Frank Ching en el libro China in Transition, citaron el ejemplo de un hombre de 25 años en ese entonces, llamado Wang Zheng. Ambos textos escritos en 1994, y en una República Popular China bastante conservadora pero en visible transición desde aquel entonces, indicaron que a «un imitador masculino de Madonna no le iría muy bien en la mayor parte de China, pero en Haikou, capital de la provincia de Hainan, [Zheng] está a la vanguardia».
Otro ejemplo en esta connotación de lugares cultural e históricamente conservadores, incluye la de Medea, una mujer por ese entonces de 23 años y originaria de Letonia que fue citada en el libro Women's Glasnost Vs. Naglost: Stopping Russian Backlash (1994) de las periodistas Chandra Niles Folsom y Tatyana Mamonova. En ese libro, la activista ucraniana Ulyana Bostwick escribió que el caso de Medea como imitadora de sincronía de labios de Madonna en la Unión Soviética, le permitió ser reseñada por varios periódicos extranjeros y soviéticos, pero que su aparición como una imitadora de la cantante le causó problemas, ya que no se vestía como la mujer soviética «normal».
En cuanto a la recepción de los artistas tributo es también amplia según se puede ver en los testimonios de varios de ellos. Por ejemplo, cuando a Johni Ray le preguntaron sobre si existe una demanda de sus servicios fuera de los Estados Unidos, contestó que si lo tenía. Además, hasta 1995, se había presentado en más de 15 países imitándola. Otro ejemplo es Melissa Totten, quien hasta 2011, se tiene conocimiento que actuó ante más de 2 millones de personas desde que empezó a imitarla a principios de los años 1990. La compensación económica también es otro punto, por ejemplo, con Carolina Baily de Chile se informó que sus ingresos muchas veces triplicaban el salario nacional.
En un sentido negativo y que tiene que ver más con el fenómeno de la imitación, se encuentra el comentario de Veronica Pires, conocida como la «doble oficial de Madonna en Brasil», quien señaló que existen muchos prejuicios en este arte. Rinaldo Borba, un cosplayer del mismo país, de manera similar mencionó que «existe mucha presión» y se debe principalmente a que «el fanático de Madonna son los peores fanes del planeta, ya que son muy críticos». Por otra lado, Glenn Alterman en el libro The Job Book: 100 Acting Jobs for Actors (1995) mencionó a una actriz que imitó a la artista durante años y que no quiso ser identificada, que una de las cosas negativas era el lidiar con borrachos e «idiotas» en las presentaciones.

## Ejemplos notables
A continuación, algunos de los imitadores de Madonna más famosos y notables en el mundo o en sus localidades:
- Chris America: Descubierta en 1984, es considerada la primera imitadora de Madonna que ganó reconocimiento internacional según Guillermo Alonso de Vanity Fair.[37] Como imitadora ha viajado a distintas partes del mundo para protagonizar anuncios y aparecer en programas de televisión (como The Oprah Winfrey Show), eventos corporativos y portadas de revistas. Gracias a su apariencia muy semejante al de la intérprete, Chris sirvió como modelo para la realización de su figura de cera en el Hollywood Wax Museum y para protagonizar una portada de 1991 en la revista Esquire con la temática Virgen con Niño, la cual obtuvo la tercera respuesta editorial más alta en la historia de la publicación. También ha asistido al Madonnathon.[38][37]

- Denise Bella Vlasis: Empezó a imitarla desde 1985 y es de acuerdo a la página Greek Reporter, «la imitadora de Madonna más exitosa». Trabajó en proyectos cercanos a la cantante.[39]

- Melissa Totten: Es una cantante norteamericana de profesión que empezó a travestirse como Madonna a comienzos de la década de 1990. Es conocida como «la doble oficial de Madonna»; aunque aclaró que no existe un «doble oficial» de ella, sino «imitadores» que es algo parecido. Llegó a reemplazarla en actos oficiales y hasta 2011, se tenía conocimiento que se presentó en más de 30 países y ante más de 2 millones de personas. En ese mismo año hizo su debut en España con el musical Madonna... I love you.[32][40]

- «Carolina Baily»: Elías Figueroa, más conocido como «Carolina Baily» es un chileno transformista que se hizo famoso por imitarla. Es comúnmente llamado como el «doble oficial de Madonna en Chile».[41][42] Empezó a la edad de 15 años en 1996 y lo hizo de tiempo completo desde 2001.[43] Tras el primer concierto de la intérprete en esa nación con la gira Sticky & Sweet Tour, Carolina recibió cobertura de medios locales y extranjeros como Rolling Stone, The Sun o Daily Mail, siendo una de las pocas figuras de su país en haber acaparado alguna vez la atención de medios ingleses de acuerdo a un informe de La Cuarta.[33][42] Además ha sido elogiado por personalidades del entretenimiento de su país como Carolina Arregui.[44]

- «Venus D-Lite»: Adam Guerra, conocido artísticamente como Venus D-Lite se dio a conocer por su aparición en la tercera temporada del RuPaul's Drag Race y también por gastar más de 175 mil dólares estadounidenses en cirugías con el fin de parecerse a la cantante.[45][nota 2] Según distintos medios como MTV y VH1, es el «imitador número uno de Madonna».[46] En 1999, desde sus 15 años se propuso ser como Madonna.[14]

- Veronica Pires: Trabaja como una impersonator de la cantante desde principios de 1990 y es según Radio Jornal de Universo Online, la «doble oficial de Madonna en Brasil» elegida por la discográfica de la cantante, Warner.[34]

- Rinaldo Borba: Es según La Stampa, el cosplayer oficial de Madonna en Brasil.[47] Sus orígenes a esta actividad se remontan en 1995, y es algo que ha influenciado en sus trabajos profesionales.[35]

- «Madiva»: Es una personalidad drag de televisión y de MTV que se hizo famosa por ser imitadora de Madonna. Ganó notoriedad cuando fue mencionada por la propia artista a inicios de la década del 2000.[48] También fue descrita por la página oficial de la intérprete como «la imitadora más infame de Madonna en Nueva York».[49]

- «Queerdonna»: Gregory Gostanian, artísticamente conocido como Queerdonna, fue un imitador de la artista que ganó notoriedad en especial por su sobrepeso (tenía unas 400 lbs). Michael Musto de The Village Voice mencionó que este imitador «demuestra que cualquiera puede ser Madonna y, por el contrario, que Madonna está en todos».[50]

### Otros actos
Johni Ray se convirtió en una de sus impersonators con más trayectoria y proyección internacional, al presentarse en más de 15 países hasta 1995, desde que empezó a imitarla en 1987. Lisa Antoinette, del Reino Unido, ha aparecido en reportajes de medios locales como el Daily Mail, mientras Tasha Leaper, de ese mismo país, fue descrita por Rachel Lopez del Hindustan Times como «una de las imitadoras de Madonna más reconocidas». Para Carlos Sala de La Razón, Lisa Hart es la «impersonator de Madonna más reconocida».

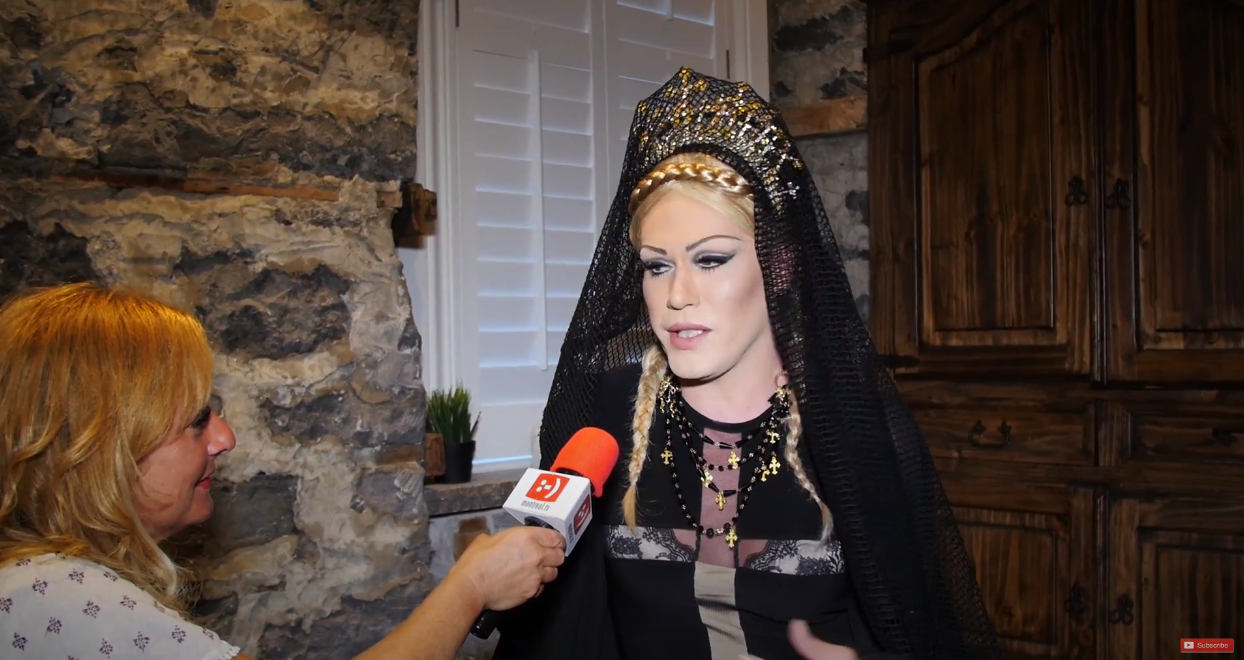
Jimmy Moore, si bien imita a otras celebridades su especialidad es Madonna

Existen diversos ejemplos locales. Tal es el caso de Sandra Amato de Lomas del Mirador en la Argentina. En 1996, cuando tenía 22 años de edad, La Nación la llamó una «versión apócrifa y muy vernácula» de la cantante. En 2019, apareció en el especial Dobles de por vida de Telefe noticias. En Las Vegas, donde proliferan las imitaciones de otras celebridades, destaca el ejemplo de Coty Alexander.
También existen diversos imitadores profesionales de múltiples personas que han incluido en sus repertorio a Madonna. En este ejemplo se encuentra Jimmy Moore, que si bien imita a varias personalidades, su especialidad se centra en Madonna y por la cual se dio a conocer. Según su página web, empezó a imitarla desde principios de los años 2000 y se ha presentado ante más de medio millón de personas con su personaje en varias ciudades de América del Norte, además de haber sido elegido por varios medios de su país como el «mejor imitador de Madonna». Holly Beavon es otro ejemplo, descrita en su papel de la cantante como «una de las mejores imitadoras de Madonna en el mundo». También se hizo conocida por aparecer en el vídeo de Perform This Way, una parodia musical del comediante "Weird Al" Yankovic.
Otros ejemplos incluyen a Elaine Chez, conocida en la escena de los años 1980 en la ciudad de Nueva York al empezar con Marilyn Monroe y más tarde personificó a personas como Madonna. La canadiense Athena Reich empezó imitando a Lady Gaga, pero también ha incluido en su repertorio a la intérprete y a otras cantantes. Por otro lado, un caso particular es el Chad Michaels, imitador de Cher. Mencionó que intentó en un principio ser imitador de Madonna, pero «el carácter de la cantante no le terminó de convencer y prefirió centrarse en Cher».

## Impacto

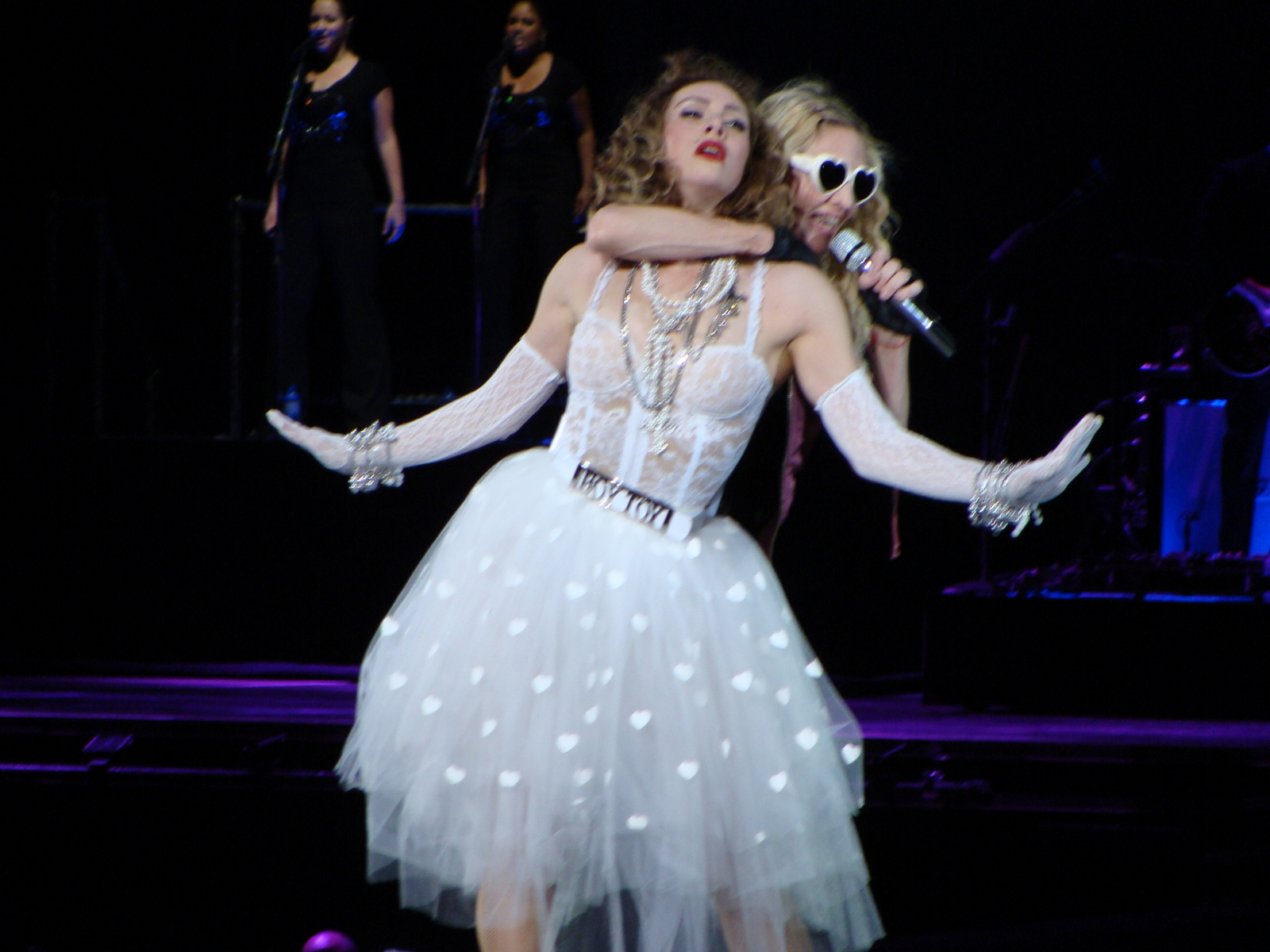
Madonna durante el Sticky & Sweet Tour junto a una bailarina imitando su estilo de Like a Virgin mientras canta «She's Not Me».

De acuerdo a lo que escribió J. Randy Taraborrelli en el libro Madonna: An Intimate Biography, Madonna es «una de las mujeres más emuladas en la historia del espectáculo». Astrid García Oseguera del sitio web Algarabía.com la ubicó entre los diez músicos más imitados en concursos, espectáculos y programas de televisión.
Rachel Lopez de Hindustan Times mencionó que «para una mujer homenaje (artista tributo), probablemente no haya mejor musa que Madonna», mientras justificó tal declaración al mencionar su éxito taquillero en la música durante décadas, además de los disfraces y estilos que fácilmente se puedan elegir.
Madonna es consciente de ser un personaje a menudo imitado y lo ha expresado en su obra. Por ejemplo, al promocionar su canción «Secret» en el Internet a mediados de los años 1990, dijo en una fracción del mensaje de voz: «[...] ¿Reconoces mi voz?. Es Madonna. A veces imitada, pero nunca duplicada». En 2008, compuso y cantó el tema «She's Not Me» para su álbum Hard Candy, donde habla sobre ser emulada por otra mujer. En 1999, los MTV Video Music Awards le rindió un tributo con una docena de drag queens vestidas en el escenario con algunos de sus estilismos más característicos. Su respuesta fue: «Todo lo que tengo que decir es que se necesita un hombre de verdad para llenar mis zapatos». La artista tributo Johni Ray, dijo que Madonna es conocida por ver de cerca a sus imitadores y que si algo no le gusta, hará que se detengan en el caso de que vea que sobreactúen, agarren sus entrepiernas o maldigan.
En 2014, un grupo de 440 fanáticos transformistas ingresaron al Libro Guinness de los Récords como la mayor cantidad de personas vestidas como Madonna en una sola reunión. El encuentro ocurrió en Fire Island Pines, New York como parte del evento anual Fool's Paradise Drag Party.

## Infografía
A continuación una diapositiva de imágenes

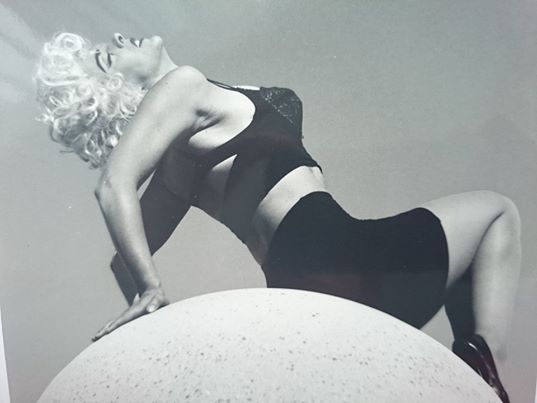
Tracey Bell es una imitadora de varias celebridades, entre ellas Madonna. En la imagen, se muestra a Bell inspirada en el estilo «Vogue» de la cantante.
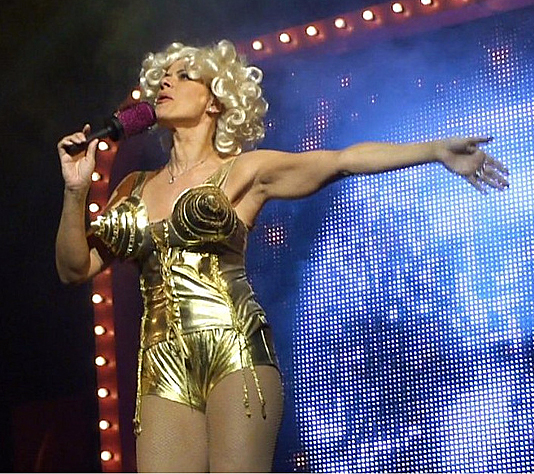
La presentadora Carol Smillie vestida como Madonna en Hormonal Housewives. Una referencia de imitación a su corsé cónico.
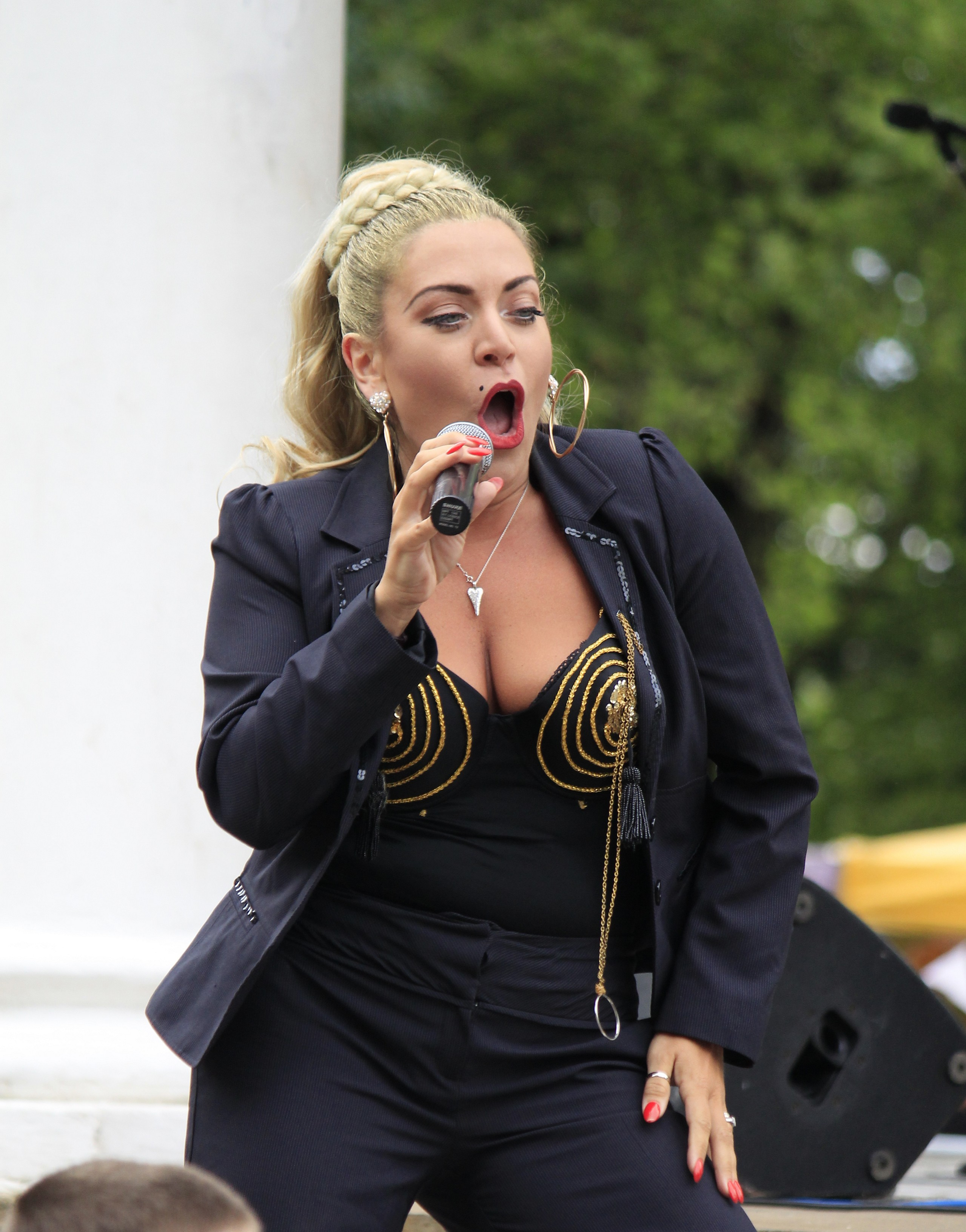
Nicola Marie, ex-concursante de The X Factor vestida como Madonna en una presentación en vivo.
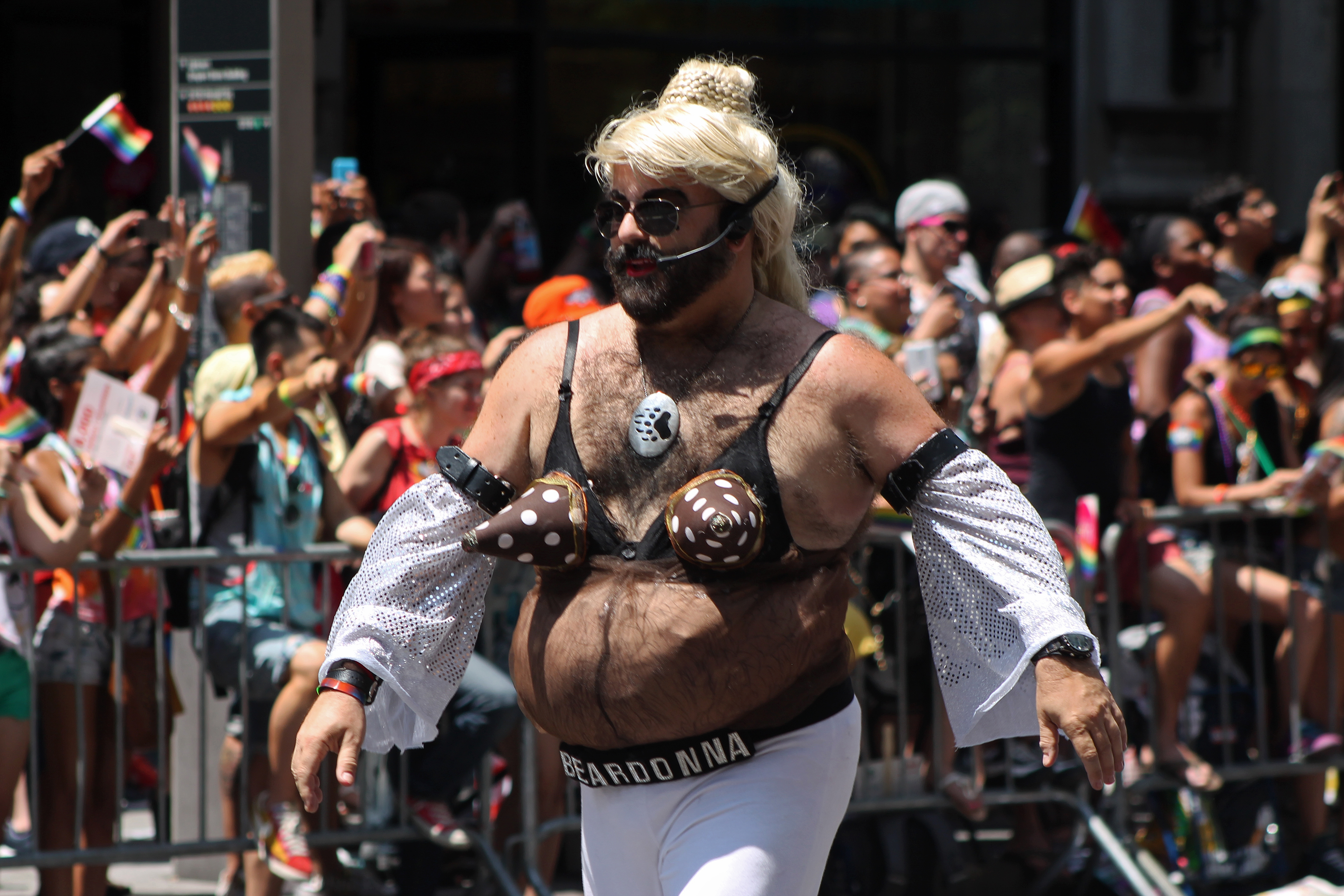
El performance «Beardonna» (acrónimo del argot bear + Madonna del nombre de la cantante) en el NYC Pride March de 2014.
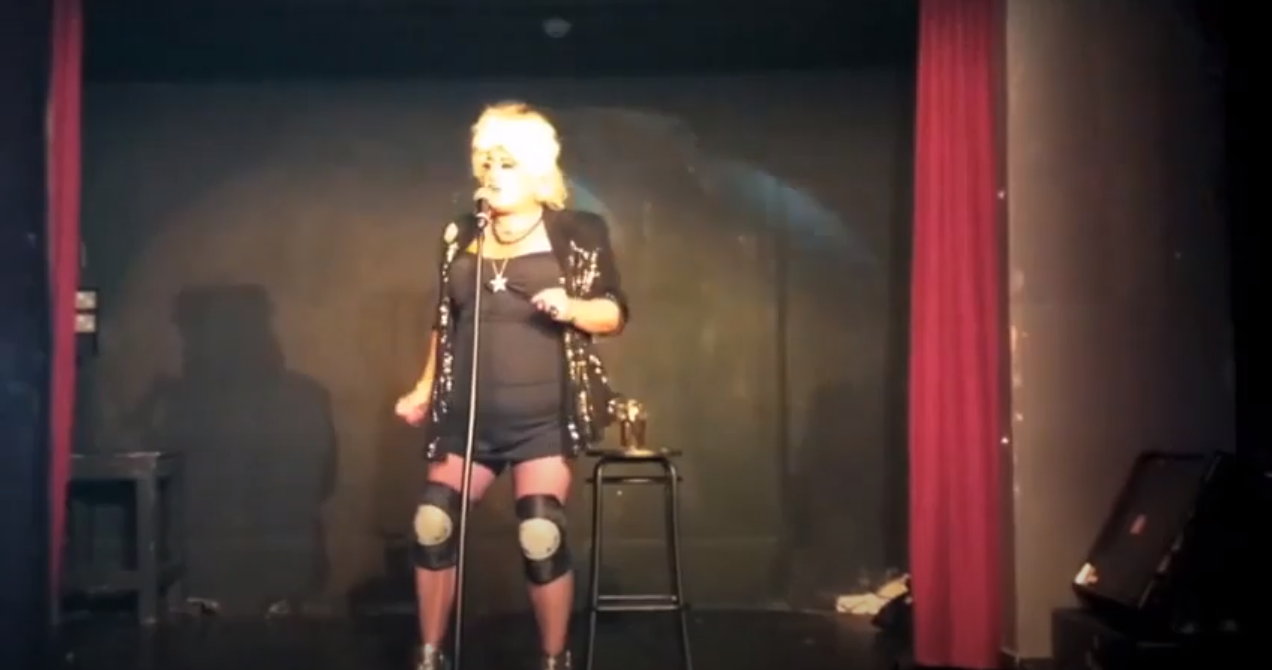
«Fat Madonna» en 2013
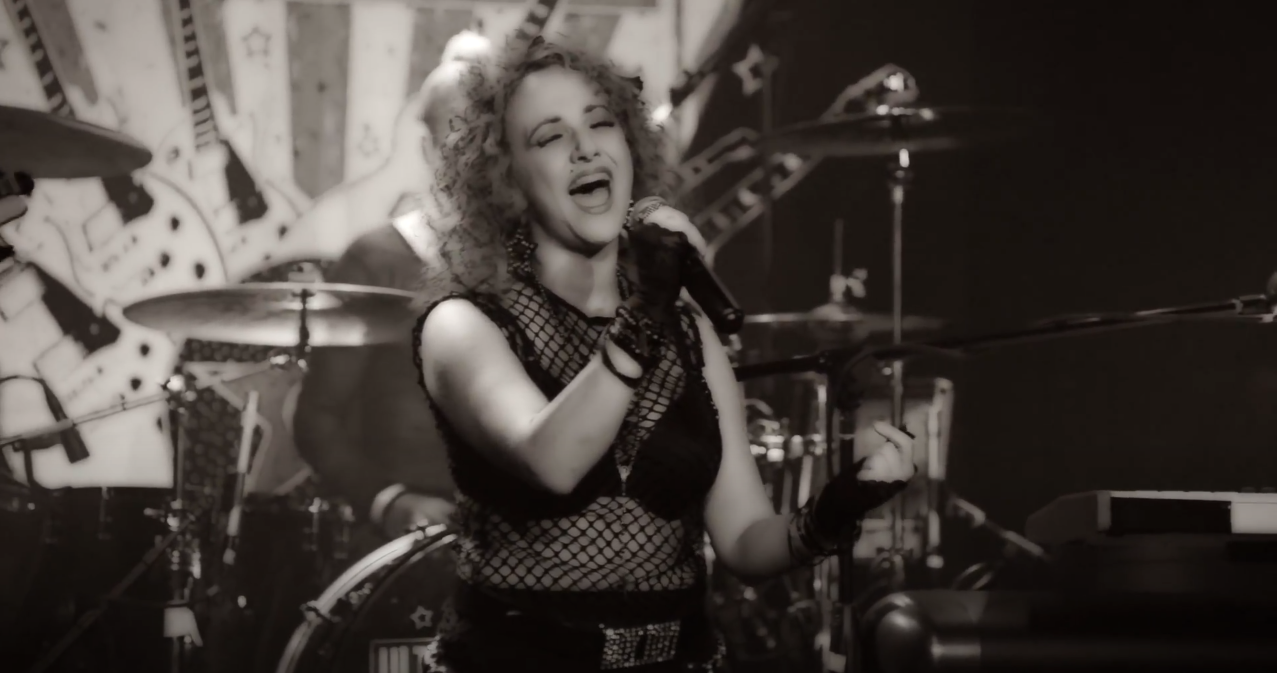
La banda tributo So-Madonna. Son un ejemplo de artistas imitadores tributos a su estética, sonido etc de un artista como Madonna.
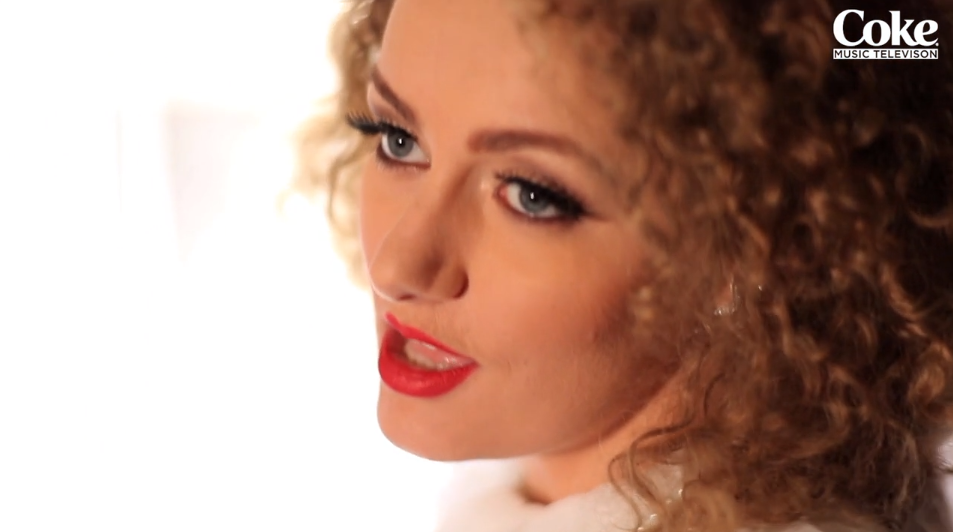
Un video publicitario de Coke Music Television, con una imitación de Madonna.
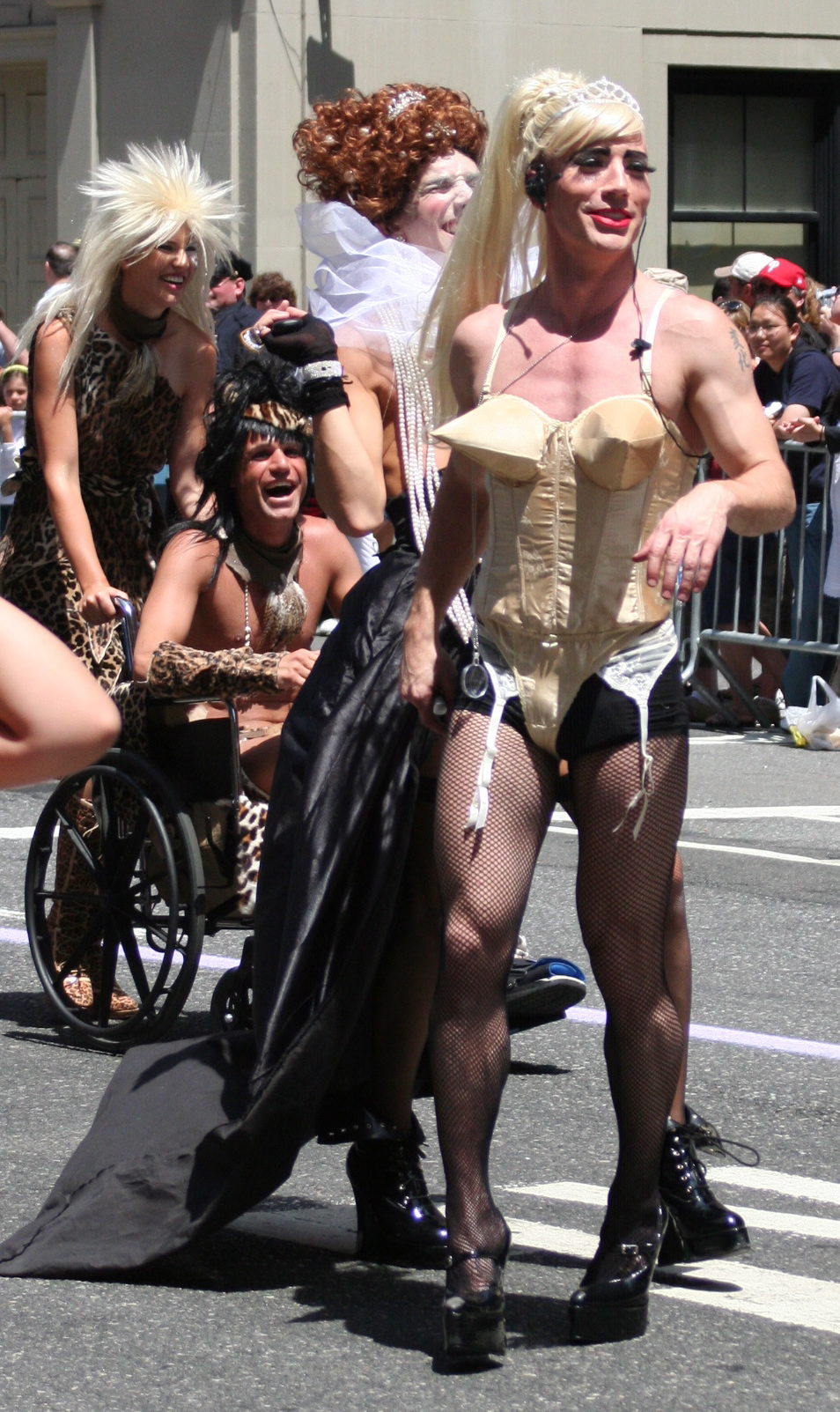
Un hombre travestido como Madonna en el Día Internacional del Orgullo LGBT de 2017 en Nueva York.
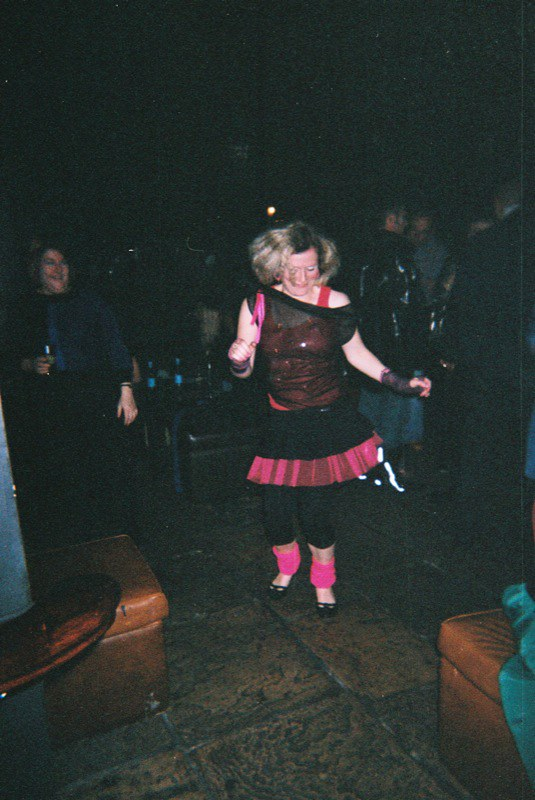
Una mujer vestida como Madonna de estilo ochentero (las «Madonna wannabes») en un evento social.
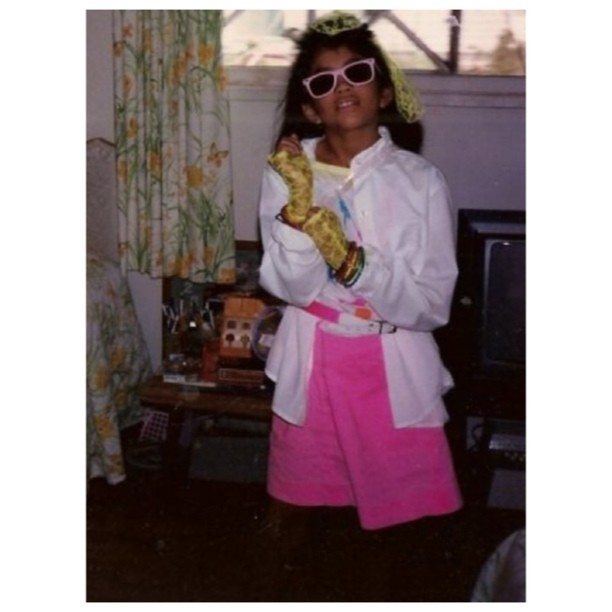
Una niña, al estilo «Madonna wannabe» inspirada en el look del clip «Material Girl».
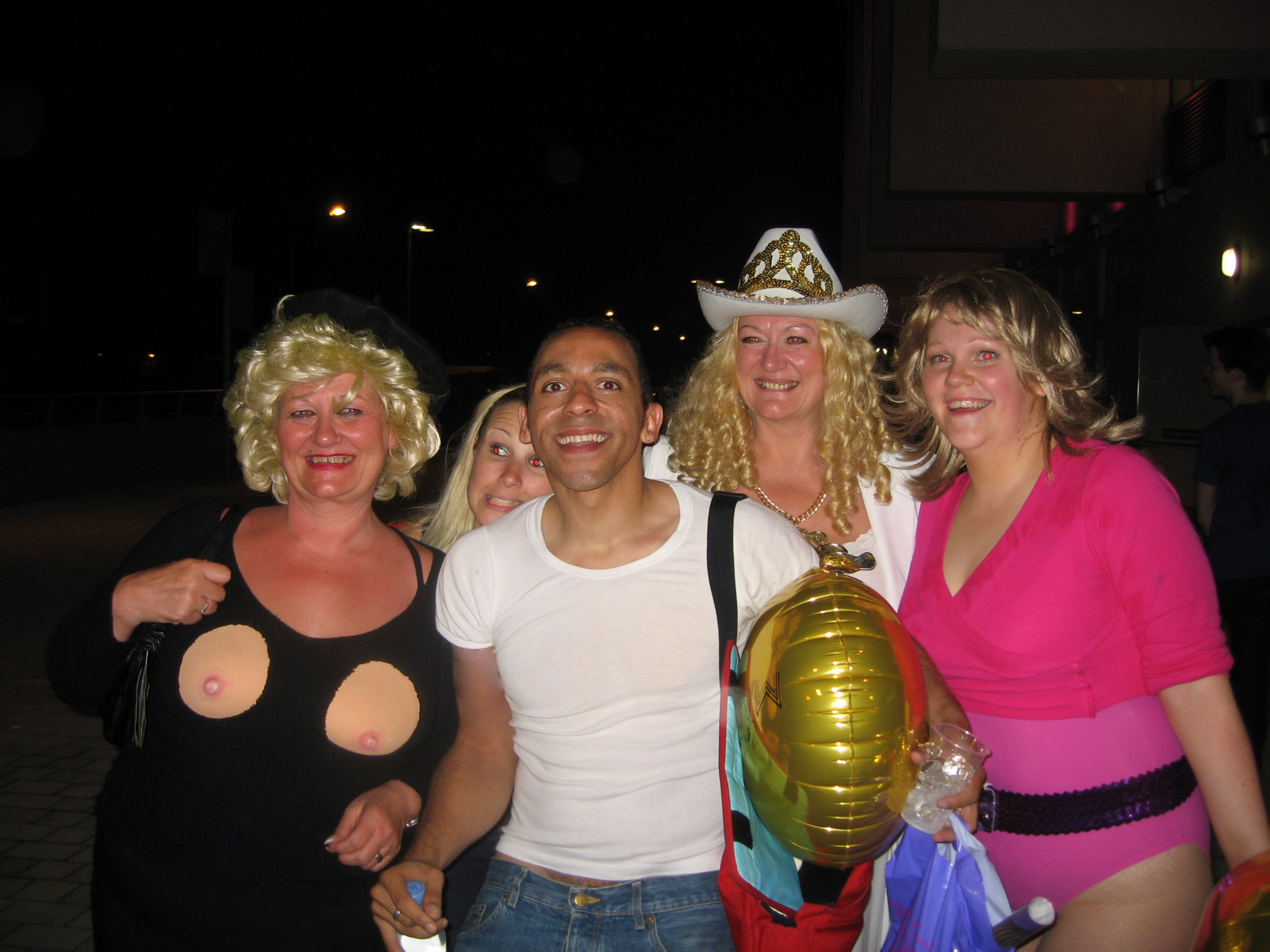
Un grupo de fanáticas vestidas con distintos estilismos de la intérprete tras un concierto del Confessions Tour. Una de las características más comunes de un fandom.
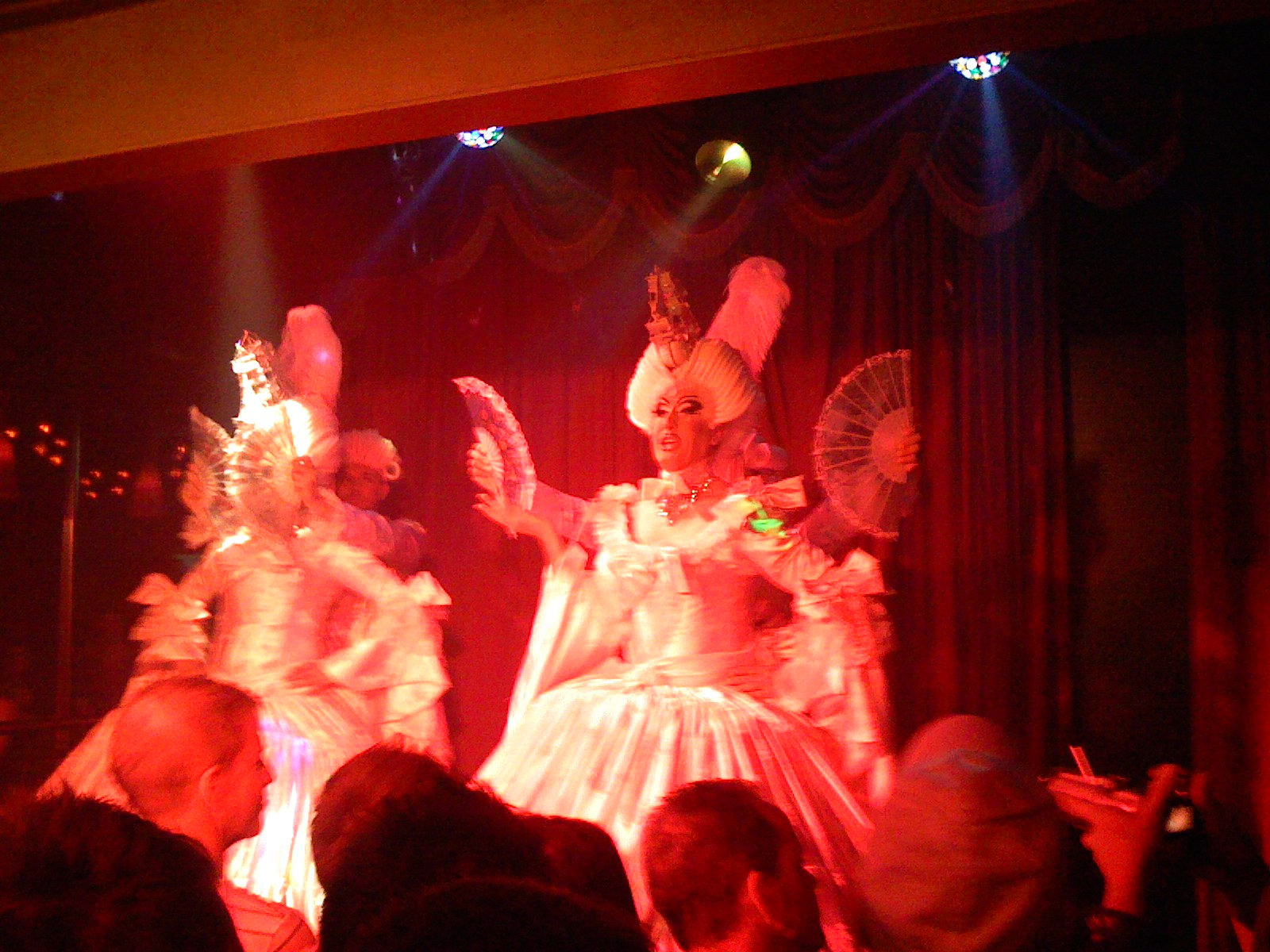
Un grupo de drag queens en una presentación vestidas como Madonna en su presentación de 1990 en los MTV Video Music Awards.